# 1781 Van Biesbroeck
1781 Van è un asteroide della fascia principale interna. Scoperto nel 1906, presenta un'orbita caratterizzata da un semiasse maggiore pari a 2,394870 UA e da un'eccentricità di 0,106993, inclinata di 6,946100° rispetto all'eclittica. Ha un diametro di 8,500 km, un periodo di rotazione di 6,385 ore e un'albedo di 0,203.
Fa parte della famiglia di asteroidi Vesta.
L'asteroide è dedicato all'astronomo belga George Van Biesbroeck.